# Un juge sous tension
 (septembre 2023).
Pour plus de détails, voir Fiche technique et Distribution.
Un juge sous tension (Dommeren) est un film danois réalisé par Gert Fredholm, sorti en 2005.

## Synopsis
Jens Christian Poulsen, un juge, refuse l'asile à un activiste politique géorgien en raison de son passé criminel. À l'annonce de ce refus, celui-ci s'immole par le feu et les médias s'emparent de l'affaire. C'est à ce moment qu'Anders, son fils adolescent qu'il n'a jamais connu, revient dans sa vie.

## Fiche technique
- Titre : Un juge sous tension
- Titre original : Dommeren
- Réalisation : Gert Fredholm
- Scénario : Mikael Olsen
- Musique : Michael Price
- Photographie : Jørgen Johansson
- Montage : Molly Malene Stensgaard
- Production : Mikael Olsen
- Société de production : Sigma Films et Zentropa
- Pays :  Danemark et  Royaume-Uni
- Genre : Drame
- Durée : 89 minutes
- Dates de sortie : 
  -  Danemark : 4 novembre 2005

## Distribution
- Peter Gantzler : Jens Christian Poulsen, le juge
- Micky Skeel Hansen : Anders, son fils adoptif
- Benjamin Boe Rasmussen : Niels, son frère
- Nastja Arcel : Margrethe, sa maîtresse
- Heidi Holm Katzenelson : Lise, sa mère
- Lars Lunøe : Faren, son père
- Jesper Lohmann : Carsten, le beau-père d'Anders
- Jens Bo Jørgensen : Kim Friberg
- Peter Schrøder : Erik
- Sarah Boberg : la ministre
- Henning Olesen : Klaus
- Adrian Arsinevici : Sergo Bliadze
- Nana Ramochi : Tolk
- Samanta Gomez Garay Vodder : Caroline

## Distinctions
Le film a reçu le prix de platine au festival EuropaCinema du meilleur acteur pour Peter Gantzler.